# Eleições presidenciais de 2016 em Vila Franca de Xira

## Resultados Oficiais
| Candidato               | Candidato                | Votos   | %               |
| ----------------------- | ------------------------ | ------- | --------------- |
|                         | Marcelo Rebelo de Sousa  | 23 833  | 40,50 / 100,00  |
|                         | António Sampaio da Nóvoa | 16 368  | 27,81 / 100,00  |
|                         | Marisa Matias            | 7 567   | 12,86 / 100,00  |
|                         | Edgar Silva              | 4 503   | 7,65 / 100,00   |
|                         | Maria de Belém Roseira   | 2 975   | 5,06 / 100,00   |
|                         | Vitorino Silva           | 1 639   | 2,78 / 100,00   |
|                         | Paulo de Morais          | 1 327   | 2,25 / 100,00   |
|                         | Henrique Neto            | 403     | 0,68 / 100,00   |
|                         | Jorge Sequeira           | 144     | 0,24 / 100,00   |
|                         | Cândido Ferreira         | 92      | 0,16 / 100,00   |
| Votos Inválidos         | Votos Inválidos          | 1 289   | 2,14 / 100,00   |
| Total                   | Total                    | 60 140  | 100,00 / 100,00 |
| Eleitorado/Participação | Eleitorado/Participação  | 110 814 | 54,27 / 100,00  |

## Resultados por Freguesia
Os resultados dos candidatos por freguesia foram os seguintes:
| Freguesia                                  | %     | %     | %     | %     | %    | %    | %    | %    | %    | %    | Votantes |
| Freguesia                                  | MRS   | ASN   | MM    | ES    | MBR  | VS   | PM   | HN   | JS   | CF   | Votantes |
| ------------------------------------------ | ----- | ----- | ----- | ----- | ---- | ---- | ---- | ---- | ---- | ---- | -------- |
| Alhandra, Calhandriz e São João dos Montes | 35,83 | 29,44 | 12,60 | 11,90 | 4,29 | 2,85 | 1,79 | 0,82 | 0,30 | 0,18 | 6 101    |
| Alverca do Ribatejo e Sobralinho           | 38,83 | 29,96 | 12,66 | 7,37  | 5,06 | 2,70 | 2,30 | 0,68 | 0,26 | 0,19 | 16 392   |
| Castanheira do Ribatejo e Cachoeiras       | 37,66 | 27,21 | 14,11 | 9,16  | 5,71 | 2,99 | 1,74 | 1,01 | 0,21 | 0,18 | 3 359    |
| Póvoa de Santa Iria e Forte da Casa        | 44,24 | 26,12 | 12,72 | 5,40  | 4,85 | 3,04 | 2,68 | 0,62 | 0,21 | 0,11 | 17 950   |
| Vialonga                                   | 39,48 | 25,07 | 14,62 | 9,25  | 5,71 | 2,86 | 1,92 | 0,62 | 0,30 | 0,17 | 8 231    |
| Vila Franca de Xira                        | 41,31 | 29,02 | 11,47 | 7,73  | 5,14 | 2,18 | 2,13 | 0,67 | 0,20 | 0,15 | 8 107    |
| Vila Franca de Xira                        | 40,50 | 27,81 | 12,86 | 7,65  | 5,06 | 2,78 | 2,25 | 0,68 | 0,24 | 0,16 | 60 140   |

#### Alhandra, Calhandriz e São João dos Montes
| Candidato               | Candidato                | Votos  | %               |
| ----------------------- | ------------------------ | ------ | --------------- |
|                         | Marcelo Rebelo de Sousa  | 2 147  | 35,83 / 100,00  |
|                         | António Sampaio da Nóvoa | 1 764  | 29,44 / 100,00  |
|                         | Marisa Matias            | 755    | 12,60 / 100,00  |
|                         | Edgar Silva              | 713    | 11,90 / 100,00  |
|                         | Maria de Belém Roseira   | 257    | 4,29 / 100,00   |
|                         | Vitorino Silva           | 171    | 2,85 / 100,00   |
|                         | Paulo de Morais          | 107    | 1,79 / 100,00   |
|                         | Henrique Neto            | 49     | 0,82 / 100,00   |
|                         | Jorge Sequeira           | 18     | 0,30 / 100,00   |
|                         | Cândido Ferreira         | 11     | 0,18 / 100,00   |
| Votos Inválidos         | Votos Inválidos          | 109    | 1,78 / 100,00   |
| Total                   | Total                    | 6 101  | 100,00 / 100,00 |
| Eleitorado/Participação | Eleitorado/Participação  | 10 430 | 58,49 / 100,00  |

#### Alverca do Ribatejo e Sobralinho
| Candidato               | Candidato                | Votos  | %               |
| ----------------------- | ------------------------ | ------ | --------------- |
|                         | Marcelo Rebelo de Sousa  | 6 220  | 38,83 / 100,00  |
|                         | António Sampaio da Nóvoa | 4 798  | 29,96 / 100,00  |
|                         | Marisa Matias            | 2 027  | 12,66 / 100,00  |
|                         | Edgar Silva              | 1 181  | 7,37 / 100,00   |
|                         | Maria de Belém Roseira   | 810    | 5,06 / 100,00   |
|                         | Vitorino Silva           | 432    | 2,70 / 100,00   |
|                         | Paulo de Morais          | 368    | 2,30 / 100,00   |
|                         | Henrique Neto            | 109    | 0,68 / 100,00   |
|                         | Jorge Sequeira           | 42     | 0,26 / 100,00   |
|                         | Cândido Ferreira         | 30     | 0,19 / 100,00   |
| Votos Inválidos         | Votos Inválidos          | 375    | 2,28 / 100,00   |
| Total                   | Total                    | 16 392 | 100,00 / 100,00 |
| Eleitorado/Participação | Eleitorado/Participação  | 29 151 | 56,23 / 100,00  |

#### Castanheira do Ribatejo e Cachoeiras
| Candidato               | Candidato                | Votos | %               |
| ----------------------- | ------------------------ | ----- | --------------- |
|                         | Marcelo Rebelo de Sousa  | 1 233 | 37,66 / 100,00  |
|                         | António Sampaio da Nóvoa | 891   | 27,21 / 100,00  |
|                         | Marisa Matias            | 462   | 14,11 / 100,00  |
|                         | Edgar Silva              | 300   | 9,16 / 100,00   |
|                         | Maria de Belém Roseira   | 187   | 5,71 / 100,00   |
|                         | Vitorino Silva           | 98    | 2,99 / 100,00   |
|                         | Paulo de Morais          | 57    | 1,74 / 100,00   |
|                         | Henrique Neto            | 33    | 1,01 / 100,00   |
|                         | Jorge Sequeira           | 7     | 0,21 / 100,00   |
|                         | Cândido Ferreira         | 6     | 0,18 / 100,00   |
| Votos Inválidos         | Votos Inválidos          | 85    | 2,53 / 100,00   |
| Total                   | Total                    | 3 359 | 100,00 / 100,00 |
| Eleitorado/Participação | Eleitorado/Participação  | 6 484 | 51,80 / 100,00  |

#### Póvoa de Santa Iria e Forte da Casa
| Candidato               | Candidato                | Votos  | %               |
| ----------------------- | ------------------------ | ------ | --------------- |
|                         | Marcelo Rebelo de Sousa  | 7 761  | 44,24 / 100,00  |
|                         | António Sampaio da Nóvoa | 4 583  | 26,12 / 100,00  |
|                         | Marisa Matias            | 2 231  | 12,72 / 100,00  |
|                         | Edgar Silva              | 947    | 5,40 / 100,00   |
|                         | Maria de Belém Roseira   | 851    | 4,85 / 100,00   |
|                         | Vitorino Silva           | 534    | 3,04 / 100,00   |
|                         | Paulo de Morais          | 471    | 2,68 / 100,00   |
|                         | Henrique Neto            | 109    | 0,62 / 100,00   |
|                         | Jorge Sequeira           | 37     | 0,21 / 100,00   |
|                         | Cândido Ferreira         | 19     | 0,11 / 100,00   |
| Votos Inválidos         | Votos Inválidos          | 407    | 2,27 / 100,00   |
| Total                   | Total                    | 17 950 | 100,00 / 100,00 |
| Eleitorado/Participação | Eleitorado/Participação  | 32 934 | 54,50 / 100,00  |

#### Vialonga
| Candidato               | Candidato                | Votos  | %               |
| ----------------------- | ------------------------ | ------ | --------------- |
|                         | Marcelo Rebelo de Sousa  | 3 187  | 39,48 / 100,00  |
|                         | António Sampaio da Nóvoa | 2 024  | 25,07 / 100,00  |
|                         | Marisa Matias            | 1 180  | 14,62 / 100,00  |
|                         | Edgar Silva              | 747    | 9,25 / 100,00   |
|                         | Maria de Belém Roseira   | 461    | 5,71 / 100,00   |
|                         | Vitorino Silva           | 231    | 2,86 / 100,00   |
|                         | Paulo de Morais          | 155    | 1,92 / 100,00   |
|                         | Henrique Neto            | 50     | 0,62 / 100,00   |
|                         | Jorge Sequeira           | 24     | 0,30 / 100,00   |
|                         | Cândido Ferreira         | 14     | 0,17 / 100,00   |
| Votos Inválidos         | Votos Inválidos          | 158    | 1,92 / 100,00   |
| Total                   | Total                    | 8 231  | 100,00 / 100,00 |
| Eleitorado/Participação | Eleitorado/Participação  | 16 390 | 50,22 / 100,00  |

#### Vila Franca de Xira
| Candidato               | Candidato                | Votos  | %               |
| ----------------------- | ------------------------ | ------ | --------------- |
|                         | Marcelo Rebelo de Sousa  | 3 285  | 41,31 / 100,00  |
|                         | António Sampaio da Nóvoa | 2 308  | 29,02 / 100,00  |
|                         | Marisa Matias            | 912    | 11,47 / 100,00  |
|                         | Edgar Silva              | 615    | 7,73 / 100,00   |
|                         | Maria de Belém Roseira   | 409    | 5,14 / 100,00   |
|                         | Vitorino Silva           | 173    | 2,18 / 100,00   |
|                         | Paulo de Morais          | 169    | 2,13 / 100,00   |
|                         | Henrique Neto            | 53     | 0,67 / 100,00   |
|                         | Jorge Sequeira           | 16     | 0,20 / 100,00   |
|                         | Cândido Ferreira         | 12     | 0,15 / 100,00   |
| Votos Inválidos         | Votos Inválidos          | 155    | 1,91 / 100,00   |
| Total                   | Total                    | 8 107  | 100,00 / 100,00 |
| Eleitorado/Participação | Eleitorado/Participação  | 15 425 | 52,56 / 100,00  |